# Sœurs de Sainte Élisabeth
Les sœurs de Sainte Élisabeth (Congregatio Sororum a Sancta Elisabeth) forment une congrégation religieuse hospitalière et enseignante de droit pontifical

## Historique
Quatre jeunes filles catholiques allemandes de Haute-Silésie se regroupent en 1842 pour soigner les pauvres et les malades. Leur père spirituel, l'abbé Franz Xaver Fischer, leur donne une règle en 1844 puis les envoie faire leur noviciat chez les sœurs de la Charité de Saint Charles à Prague. 
Marie Merkert, quitte le noviciat le 30 juin 1850, souhaitant se consacrer plus spécifiquement aux soins des malades à domicile. Le 19 novembre 1850, elle et Françoise Werner se placent sous le patronage de sainte Élisabeth de Hongrie (dont c'est le jour de fête). Leur communauté est approuvée le 4 septembre 1859 par Mgr Heinrich Förster, évêque de Breslau. La congrégation reçoit l'approbation juridique du roi de Prusse, Guillaume Ier en 1864. Pendant la guerre prusso-danoise, les sœurs soignent les blessés prussiens.
L'institut reçoit le décret de louange le 7 juin 1871, il est définitivement approuvé par le Saint-Siège le 26 janvier 1887. La maison-mère qui était à Nysa déménage en 1890 à Breslau. Ses constitutions religieuses sont approuvées par Pie XI le 16 octobre 1923. Le 16 octobre 1923, la congrégation est agrégée à l'Ordre des frères mineurs.
La congrégation comptait 468 religieuses en 1875 et de 2 565 en 1908. En 1939, elles atteignaient leur chiffre le plus élevé avec 4 800 religieuses. Au 31 décembre 2005, elles étaient au nombre de 1 709 religieuses dans 227 maisons. Leur baisse est extrêmement rapide en Allemagne où elles étaient organisées en cinq provinces. Elles ne sont plus en 2010 que 330 en Allemagne dans une seule province désormais avec leur maison-mère à Berlin. Elles possèdent en Allemagne des maisons de retraite et des établissements de soins. La dynamique de leur recrutement se fait en Europe de l'Est. Elles ont révisé leurs constitutions en 1987.

## Activité et diffusion
Les Sœurs de Sainte Élisabeth se dévouent aux pauvres, aux malades et aux marginaux, ainsi qu'à l'éducation chrétienne de l'enfance et de la jeunesse et à la formation religieuse des adultes.
Elles sont présentes en : 
- Europe : Allemagne, Danemark, Géorgie, Lituanie, Norvège, Pologne, Suède, Tchéquie, Ukraine, Russie.
- Amérique latine: Bolivie, Brésil, Paraguay.
- Asie : Israël, Kazakhstan.

Leur maison généralice est à Rome depuis 1974. 
En 2017, la congrégation comptait 1269 sœurs dans 180 maisons.